# Schachnovelle (filme)
Schachnovelle, ou Die Schachnovelle (bra: Até o Último Obstáculo), é um filme alemão de 1960, dos gêneros drama e esporte, dirigido por Gerd Oswald e com atuações de Curd Jürgens, Claire Bloom e Hansjörg Felmy. É baseado na novela homônima de Stefan Zweig.
Participou do 21.º Festival de Veneza.